# Thomas De Koninck
Pour les articles homonymes, voir Koninck.
Thomas De Koninck (né le 26 mars 1934 à Louvain, Belgique) est un philosophe québécois à la fois membre de l'Ordre du Canada et officier de l'Ordre des Palmes académiques de France. Il est professeur émérite à l'Université Laval de Québec, où il a enseigné pendant plus de 50 ans et occupé le poste de professeur titulaire, en plus d'être titulaire de la Chaire de recherche et d'enseignement La philosophie dans le monde actuel.
Il est particulièrement reconnu pour ses travaux touchant la dignité humaine, la philosophie grecque, la philosophie de l'éducation et ce qu'il appelle les « questions ultimes » (l'intelligence, la liberté, le bonheur, la beauté, la mort), travaux dont certains lui ont valu le Prix La Bruyère de l'Académie française et le Prix de l'Association canadienne de philosophie.
Il est le fils de Charles De Koninck ainsi que le frère de Rodolphe et de Jean-Marie De Koninck. Il est également le père de Yves De Koninck, chercheur en neurobiologie.
D'après une rumeur, le jeune Thomas De Koninck aurait inspiré à Saint-Exupéry le personnage du Petit Prince.

## Formation et carrière
Thomas De Koninck fait ses études au Petit Séminaire de Québec, à Oxford comme boursier Rhodes en litterae humaniores (M. A.) et à l'Université Laval (licence et doctorat). Il obtient ensuite une bourse du Conseil des Arts du Canada et une bourse de la Fondation Alexander von Humboldt, ce qui lui permet de poursuivre des recherches post-doctorales en 1972-1973 à la Freie Universität Berlin. Il effectuera par ailleurs un séjour à la Ludwig Maximilian Universität. En 1960, il se marie avec Marie-Christine Vincent, d'origine française, avec laquelle il aura trois fils, Marc, Yves et Paul.
De 1960 à 1964, il est professeur à l'Université Notre-Dame, aux États-Unis, puis il devient professeur à la Faculté de philosophie de l'Université Laval à Québec, où il dirigera plus de 200 mémoires de maîtrise et thèses de doctorat, ainsi que de nombreuses recherches post-doctorales. De 1974 à 1978, il est le doyen de la Faculté. Il enseignera également comme professeur invité à l'Université de Bourgogne à Dijon (1993), à l'IEP de Paris (Sciences Po, 1997-1998), à l'Université catholique de Toulouse (2008) et à la Friedrich-Schiller-Universität Jena (2010). De 1974 à 1977, il agit comme membre du Conseil supérieur de l’éducation et comme Président de la Commission de l’éducation des adultes. Pour l'année 2000-2001, il est élu Président de l'Association canadienne de philosophie. À partir de 2004, il devient titulaire de la Chaire de recherche et d'enseignement La philosophie dans le monde actuel de l'Université Laval, et en 2007-2008, titulaire de la Chaire Étienne Gilson, à Paris. Entre 2002 et 2008, il est membre du Comité des affaires religieuses (CAR) pour le Ministère de l’éducation du Québec, et depuis 2007, Président de la Fondation Radio Galilée. Lors de sa retraite à l'automne 2015, il est nommé d'abord professeur associé, puis professeur émérite de l'Université Laval.
Conférencier invité aux quatre coins du monde, il est l'auteur ou le directeur de seize ouvrages ou collectifs et on lui doit plus de 150 articles, préfaces, études critiques et textes en tous genres. Il est ou a été par ailleurs membre des comités de différentes revues ou publications, dont la Revue philosophique de Louvain, Science et Esprit, Ubuntou et l'Encyclopédie philosophique universelle ; membre de l'Institut d'éthique appliquée et de l'Institut d'études anciennes de l'Université Laval ; et membre du Centre de Philosophie, d'Épistémologie et de Politique « PHILéPOL », dont les activités se déroulent à Paris. Il est d'autre part corédacteur en chef avec Paul-Hubert Poirier de la revue Laval théologique et philosophique, fondée en 1945, et codirecteur avec Luc Langlois de la collection Kairos, aux Presses de l'Université Laval.
Deux livres lui rendent hommage, autant pour ses qualités de pédagogue que pour la profondeur de ses recherches, qui s'inscrivent notamment en philosophie de l'éducation, en philosophie antique, en philosophie de la religion et en éthique, et réhabilitent la notion de dignité humaine à l'époque de la mort du sujet : Thomas De Koninck, attiseur de consciences et La transcendance de l'homme : études en hommage à Thomas De Koninck.

## Éléments de sa pensée
Dans La nouvelle ignorance et le problème de la culture, Thomas De Koninck relève différentes manifestations contemporaines de la « double ignorance », c'est-à-dire l'ignorance ignorée, qui éloigne d'autant plus de la connaissance qu'elle « fait [...] vivre dans l'illusion qu'on sait alors qu'on ne sait pas ». Pratiquant lui-même l'art du questionnement socratique tel qu'on le retrouve chez Platon, il porte un regard critique, notamment, sur les réformes de l'éducation, les mass media, la techno-science, les réductionnismes (tout particulièrement langagier et scientifique) et le « kitsch totalitaire », qui ne permettent pas à l'être humain de saisir la complexité de l'expérience concrète (tournée tantôt vers le réel lui-même, tantôt vers le langage, tantôt vers la nature...) et l'endiguent dans un rapport au monde étriqué. De Koninck met alors en avant la philosophie entendue comme champ de savoir universel et creuset d'interactions entre les différentes disciplines.
Dans De la dignité humaine, De Koninck cherche à montrer que le concept de dignité humaine peut constituer encore aujourd'hui un critère éthique rigoureux, dès lors qu'on s'efforce d'en clarifier le sens et l'extension et qu'on prend acte des atrocités récentes commises contre l'humanité. Sa caractérisation de la dignité n'implique pas le postulat d'une « nature humaine » mais s'appuie sur la fragilité et les possibilités actuelles et futures de la personne vivante, personne qui est envisagée ici comme totalité concrète plutôt qu'à partir d'un caractère isolé et abstrait. Plus précisément, De Koninck considère la dignité comme étant inaliénable et il la rattache à toute personne humaine, quels que soient son statut, son sexe, ses origines et ses capacités. Il s'oppose ainsi à certains éthiciens contemporains, dont H. Tristram Engelhardt Jr et Peter Singer, qui tentent de reléguer certaines personnes hors de l'humanité (ex. : les déments profonds et les individus comateux) et de justifier ainsi des pratiques comme l'infanticide. Pour démontrer ses thèses, De Koninck procède à une vaste relecture de grands textes de la tradition occidentale et conclut entre autres que, « contrairement à une opinion reçue, c'est très vite, en Orient comme en Occident, bien avant les Lumières, que la dignité humaine a imposé à la conscience de reconnaître même aux plus faibles une noblesse particulière. » Sans renouer ici avec l'idée d'un sujet souverain, il fait donc ressortir, à une époque où il est devenu courant de proclamer la mort du sujet, l'importance du thème de la dignité humaine et il construit une éthique selon laquelle l'humain doit quelque chose à l'autre du simple fait qu'il est humain, notamment aux plus vulnérables. De la dignité humaine est également l'occasion pour De Koninck d'aborder des sujets connexes, dont le rapport entre l'âme et le corps, la question du sens de la vie et l'accès rationnel à l'absolu.
Au sein d'un livre intitulé Thomas De Koninck, attiseur de consciences, Thierry Bissonnette examine certaines méthodes d'enseignement adoptées par Thomas De Koninck. Il explique que De Koninck conçoit l'enseignement comme étant un exercice de dialogue entre maîtres et élèves, les uns et les autres étant appelés à se questionner dans le but de s'approcher, en commun, d'une vérité que chacun cherche à atteindre, malgré les nombreux obstacles impliqués. L'importance de cet exercice dialogique d'inspiration platonicienne dans le cadre de l'enseignement est affirmée à plusieurs reprises dans les travaux de Thomas De Koninck lui-même, notamment dans La crise de l'éducation.
Dans Aristote, l'intelligence et Dieu, De Koninck jette un éclairage sur la conception de Dieu chez Aristote. Il montre à quel point elle est intimement liée à la question de l'intelligence et caractérise le premier moteur comme étant à la fois rationnel et au-dessus de la rationalité. Il fait ainsi ressortir la nécessité de maintenir un lien entre la foi et la raison afin de se tenir éloigné des abus qu'occasionnent certaines croyances irrationnelles et le fondamentalisme religieux. Il revient sur ce thème, entre autres, dans La foi est-elle irrationnelle ?.
Sensible aux questions classiques (l'intelligence, la liberté, le bonheur, la beauté, la mort, Dieu) de même qu'aux enjeux contemporains, De Koninck prend régulièrement position dans ses ouvrages et dans l'espace public sur des questions d'actualité, dont l'euthanasie, la peine de mort et la torture, qu'il condamne.

## Le Petit Prince
Lors d'une visite à son ami Charles De Koninck à Québec, Antoine de Saint-Exupéry a rencontré Thomas enfant, ce qui lui aurait inspiré le roman philosophique Le Petit Prince, paru peu de temps après son séjour à Québec. Devenu professeur de philosophie à l’Université Laval, Thomas De Koninck raconte l’anecdote au journal La Presse en mai 2003 puis au Soleil en février 2006. Selon lui, le célèbre personnage n’est autre que l’auteur lui-même. L’une des sœurs du philosophe, Godelieve De Koninck, est récemment revenue sur l’épisode dans un livre intitulé Souvenirs pour demain. Elle demeure tout aussi énigmatique que son frère sur les origines du petit garçon à la chevelure dorée, mais dit se rappeler qu'à St-Exupéry Thomas « posait des questions. Pourquoi ? Quand ? Comment ? Peut-être un peu à la façon du Petit Prince... » (p. 48). Lorsqu'on l'a questionné de nouveau à ce sujet en 2015, Thomas De Koninck a reconnu qu'il y a bien une « sorte de coïncidence dans le temps » qui fait que la théorie voulant qu'il ait servi d'inspiration au romancier tient la route. « Le livre a été publié à New York en 1943 et en France en 1946. Il avait déjà fait les dessins et peut-être écrit les textes après son séjour à Québec. Mais comme j'ai toujours dit : le Petit Prince, c'est Saint-Exupéry. ».
Dans le livre qu'il a codirigé avec Jean-Marc Narbonne pour rendre hommage à Thomas De Koninck, Jean-François Mattéi plaide que c'est surtout par humilité que ce dernier affirme ne pas avoir été la principale inspiration de Saint-Exupéry, et que si Thomas De Koninck n'a pas été le Petit Prince dans son enfance, il l'est certainement devenu avec le temps puisqu'on rencontre chez lui, adulte, tout à la fois une certaine innocence, un fin sens de l'humour et une grande rigueur intellectuelle (p. 6-7).

## Ouvrages

### Monographies
- De la dignité humaine[16].
- La nouvelle ignorance et le problème de la culture[7].
- Philosophie de l'éducation. Essai sur le devenir humain[17].
- La crise de l’éducation[18].
- Aristote, l'intelligence et Dieu[19].
- Philosophie de l'éducation pour l'avenir[20].
- Questions ultimes[21].
- La foi est-elle irrationnelle ?[22].
- À quoi sert la philosophie ?[23].
- Dignité de la personne et primauté du bien commun[24].
- Beauté oblige. Écologie et dignité. Manifeste, avec J.-F. de Raymond (incluant la traduction anglaise), Québec, Presses de l'Université Laval, 2018.

### Direction de collectifs
- Urgence de la philosophie : Actes du colloque du cinquantenaire de la Faculté de philosophie de l'Université Laval, 1985[25].
- La question de Dieu selon Aristote et Hegel[26].
- Actes du colloque « Sens et Savoir »[27].
- Actes du colloque international Descartes[28].
- La question de Dieu, Laval théologique et philosophique[29].
- La dignité humaine. Philosophie, droit, politique, économie, médecine[30].
- Relire Platon, Laval théologique et philosophique[31].

## Livres et articles sur Thomas De Koninck
- Pierre-Alexandre Fradet, Le désir du réel dans la philosophie québécoise, Montréal, Nota bene, coll. Territoires philosophiques, 2022, 246 p.
- Thierry Bissonnette, Thomas De Koninck, attiseur de consciences[32].
- André Baril, « Entretien avec Thomas De Koninck », in Philosopher au Québec[33].
- Daniel Moreau, « L'intelligence : « dans » ou « devant » le monde ? Réflexion basée sur les thèses de Jankélévitch et d'Aristote »[34].
- Godelieve De Koninck, Souvenirs pour demain (sur la famille De Koninck)[35].
- Frédéric Smith, « Le passage d'Antoine de Saint-Exupéry à Québec »[36].
- Jean-François Mattéi et Jean-Marc Narbonne (dir.), La transcendance de l'homme : études en hommage à Thomas De Koninck[37].
- Sigal Samuel, « Hunting for the Little Prince », The Rumpus[38].
- Pierre-Alexandre Fradet, « Un humanisme de l'au-delà : sens commun et puissance spéculative chez Thomas De Koninck »[39]

## Prix, bourses et distinctions
- Boursier Rhodes, Oxford University (1956-1959)
- Boursier de la Fondation Alexander von Humboldt, Freie Universität, Berlin (1972-1973)
- Boursier du Conseil des Arts du Canada
- Membre du Conseil supérieur de l’éducation et Président de la Commission de l’éducation des adultes (1974-1977)
- Doyen de la Faculté de philosophie de l'Université Laval (1974-1978)
- Boursier de la Fondation Alexander von Humboldt, Ludwig Maximilian Universität, München (1990)
- Prix La Bruyère de l'Académie française pour De la dignité humaine (1996)
- Officier de l'Ordre des Palmes académiques, France (1996)
- Désigné Popular Prof dans le Maclean's Guide to Canadian Universities (1999)
- Président de l’Association canadienne de philosophie (2000-2001)
- Membre de l'Académie des lettres et sciences humaines de la Société royale du Canada (2002)
- Prix d'excellence en enseignement de l'Université Laval (2002)
- Membre du Comité des affaires religieuses (CAR), Ministère de l'Éducation du Québec (2002-2005, 2005-2008)
- Président d’honneur, Philosophie, Chaire publique, Canada (2003)
- Titulaire de la Chaire de recherche et d'enseignement La philosophie dans le monde actuel de l'Université Laval (à partir de 2004)
- Membre de l'Ordre du Canada (2005)[40]
- La "Bourse Thomas De Koninck" est créée en son honneur au Cégep de Lévis-Lauzon (depuis 2007)
- Président de la Fondation Radio Galilée, Québec (depuis 2007)
- Titulaire de la Chaire Étienne Gilson, Paris (2007-2008)
- Médaille Gloire de l'Escolle pour les Grands Diplômés de l'Université Laval (2010)
- Prix de l'Association canadienne de philosophie pour Questions ultimes (2013)
- Nommé professeur émérite à l'Université Laval (2015)
- Doctorat honoris causa de l'Université Saint-Francis-Xavier (2018)
- Membre correspondant de l’Institut de France (Académie des Sciences morales et politiques) (2019)